# Praia da Escada
A Praia das Escada é uma praia do Arquipélago de São Tomé e Príncipe, localiza-se a Sul do ilhéu das Rolas, próxima à Praia do Pombo e da Praia de Santo António.